# 211-я штурмовая авиационная дивизия
211-я штурмовая авиационная Невельская ордена Ленина дважды Краснознамённая ордена Суворова дивизия (211-я шад) — соединение Военно-Воздушных сил (ВВС) Вооружённых Сил РККА штурмовой авиации, принимавшее участие в боевых действиях Великой Отечественной войны.

## История наименований дивизии

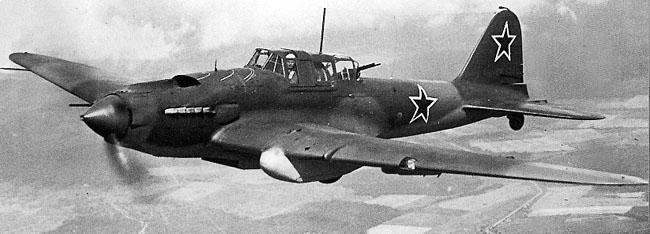
Самолет Ил-2 стоял на вооружении всех полков дивизии.

- 7-я смешанная авиационная дивизия;
- ВВС 3-й ударной армии;
- 211-я ближнебомбардировочная авиационная дивизия[1];
- 211-я ночная бомбардировочная авиационная дивизия[1];
- 211-я штурмовая авиационная дивизия[1];
- 211-я штурмовая авиационная Невельская дивизия[1];
- 211-я штурмовая авиационная Невельская Краснознамённая дивизия[1];
- 211-я штурмовая авиационная Невельская дважды Краснознамённая дивизия[1];
- 211-я штурмовая авиационная Невельская дважды Краснознамённая ордена Суворова дивизия[1];
- 211-я штурмовая авиационная Невельская ордена Ленина дважды Краснознамённая ордена Суворова дивизия[1];
- 339-я штурмовая авиационная Невельская ордена Ленина дважды Краснознамённая ордена Суворова дивизия (20.02.1949)[2];
- 339-я истребительно-бомбардировочная авиационная Невельская ордена Ленина дважды Краснознамённая ордена Суворова дивизия[1];;
- Войсковая часть (Полевая почта) 35528[1].

## История и боевой путь дивизии
211-я штурмовая авиационная дивизия сформирована 8 мая 1943 года на базе 211-й ночной бомбардировочной авиационной дивизии. В первоначальный состав дивизии вошли:
- 683-й штурмовой авиационный полк на Ил-2;
- 639-й штурмовой авиационный полк на Ил-2;
- 949-й штурмовой авиационный полк на Ил-2.

В августе в состав дивизии вошли:
- 723-й штурмовой авиационный полк на Ил-2;
- 766-й штурмовой авиационный полк на Ил-2;
- 826-й штурмовой авиационный полк на Ил-2.

В составе действующей армии дивизия находилась с 8 мая 1943 года по 9 мая 1945 года.

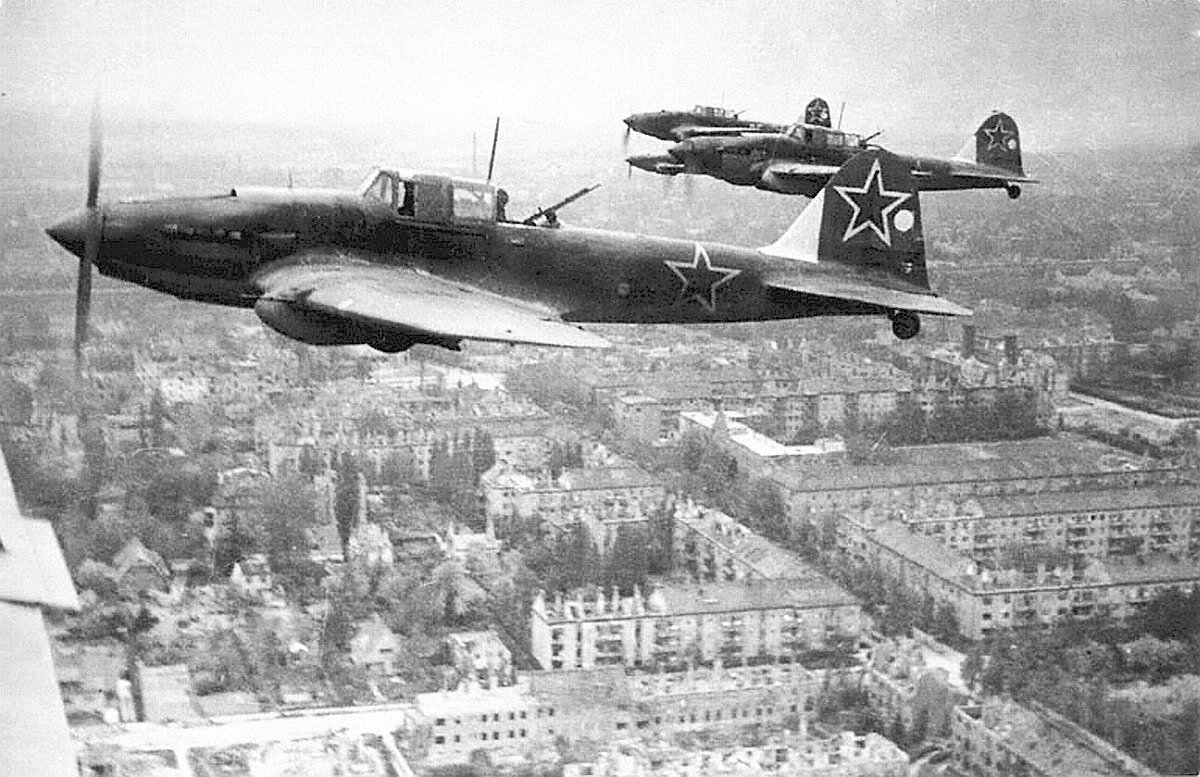
Звено Ил-2 м над Берлином в 1945 году

211-я штурмовая авиационная Невельская ордена Ленина дважды Краснознамённая ордена Суворова дивизия 1 апреля 1955 года была передана в состав вновь созданной истребительно-бомбардировочной авиации и стала именоваться 211-я истребительно-бомбардировочная авиационная Невельская ордена Ленина дважды Краснознамённая ордена Суворова дивизия.
211-я истребительно-бомбардировочная авиационная Невельская ордена Ленина дважды Краснознамённая ордена Суворова дивизия 1 июля 1956 года была расформирована в составе 30-й воздушной армии.

## Итоги боевой деятельности дивизии
В 1944 году дивизия в период с 1 января по 31 декабря произвела 6932 боевых вылета с налетом 8269 часов, израсходовано при этом 2633 тонн бомб и 2500000 листовок. За это период дивизия действовала по живой силе и технике противника на поле боя, по артиллерийским и минометным батареям, танкам, железнодорожным эшелонам, автоколоннам и сосредоточением войск противника. В результате боевых действий дивизий уничтожено и повреждено: до 400 танков, до 4000 автомашин, до 700 повозок, до 200 железнодорожных вагонов, 15 паровозов, 3 переправы, 1 рация, 1 баржа, 80 складов, 45 автоцистерн, до 300 орудий полевой артиллерии, рассеяно и уничтожено до 25000 солдат и офицеров. В воздушных боях сбито 58 самолетов противника.
Дивизия потеряла 183 Ил-2, из них 50 - от истребительной авиации противника, 92 - от огня зенитной артиллерии, 19 - не вернулись с боевого задания, 22 - не боевые потери.

## Командир дивизии
| Звание                           | Имя                      | Период                  | Примечание |
| -------------------------------- | ------------------------ | ----------------------- | ---------- |
| Полковник                        | Логинов Николай Иванович | 08.05.1943 — 08.08.1943 |            |
| Полковник, Генерал-майор авиации | Кучма Пётр Михайлович    | 09.08.1943 — 01.04.1947 |            |
| Генерал-майор авиации            | Кузнецов Павел Осипович  | 01.04.1947 — 01.11.1947 |            |

## В составе объединений
| Дата          | Фронт (округ)                                  | Армия                | Примечания |
| ------------- | ---------------------------------------------- | -------------------- | ---------- |
| 08.05.1943 г. | Калининский фронт                              | 3-я воздушная армия  | -          |
| 20.10.1943 г. | 1-й Прибалтийский фронт                        | 3-я воздушная армия  | -          |
| 24.02.1945 г. | 3-й Белорусский фронт Земландская группа войск | 3-я воздушная армия  | -          |
| 02.04.1945 г. | 3-й Белорусский фронт                          | 3-я воздушная армия  | -          |
| 07.05.1945 г. | Ленинградский фронт                            | 3-я воздушная армия  | -          |
| 09.05.1945 г. | Ленинградский фронт                            | 3-я воздушная армия  | -          |
| 24.07.1945 г. | Ленинградский военный округ                    | 3-я воздушная армия  | -          |
| 01.01.1946 г. | Прибалтийский военный округ                    | 15-я воздушная армия | -          |
| 20.02.1949 г. | Прибалтийский военный округ                    | 30-я воздушная армия | -          |
| 01.07.1956 г. | Прибалтийский военный округ                    | 30-я воздушная армия | -          |

## Части и отдельные подразделения дивизии
За весь период своего существования боевой состав дивизии не претерпевал изменения:
| Период                  | Наименование                                          | Вооружение                             |
| ----------------------- | ----------------------------------------------------- | -------------------------------------- |
| 01.12.1945 — 01.04.1947 | 6-й гвардейский штурмовой авиационный полк            | Ил-2, расформирован                    |
| 18.05.1943 — 25.11.1943 | 639-й штурмовой авиационный полк                      | Ил-2, передан в 335-ю шад              |
| 08.05.1943 — 25.11.1943 | 683-й штурмовой авиационный полк                      | Ил-2, передан в 335-ю шад              |
| 08.05.1943 — 01.04.1955 | 723-й штурмовой авиационный полк                      | Ил-2, Ил-10, переименован в 723-й ибап |
| 08.05.1943 — 01.05.1946 | 766-й штурмовой авиационный полк                      | Ил-2, расформирован, заменён 889-м шап |
| 08.05.1943 — 25.11.1943 | 826-й штурмовой авиационный полк                      | Ил-2, передан в 335-ю шад              |
| 08.05.1943 — 01.04.1955 | 949-й штурмовой авиационный полк                      | Ил-2, Ил-10, переименован в 949-й ибап |
| 01.05.1946 — 01.05.1946 | 889-й штурмовой авиационный полк                      | Ил-10, переименован в 889-й ибап       |
| 01.04.1955 — 01.07.1956 | 723-й истребительно-бомбардировочный авиационный полк | МиГ-15                                 |
| 01.04.1955 — 01.07.1956 | 889-й истребительно-бомбардировочный авиационный полк | МиГ-15                                 |
| 01.04.1955 — 01.07.1956 | 949-й истребительно-бомбардировочный авиационный полк | МиГ-15                                 |

### Боевой состав на 9 мая 1945 года
| Наименование                     | Вооружение                        |
| -------------------------------- | --------------------------------- |
| 723-й штурмовой авиационный полк | Ил-10, Лабиау (Восточная Пруссия) |
| 766-й штурмовой авиационный полк | Ил-2, Лабиау (Восточная Пруссия)  |
| 949-й штурмовой авиационный полк | Ил-2, Лабиау (Восточная Пруссия)  |

## Участие в операциях и битвах
- Смоленская стратегическая наступательная операция (Операция «Суворов»)
  - Духовщинско-Демидовская наступательная операция — с 14 сентября 1943 года по 2 октября 1943 года.
- Невельская наступательная операция — с 6 по 10 октября 1943 года.
- Городокская операция — с 13 по 30 декабря 1943 года.
- Витебская наступательная операция — с 3 февраля 1944 года по 13 марта 1944 года.
- Белорусская стратегическая наступательная операция (Операция «Багратион»)
  - Витебско-Оршанская наступательная операция — с 23 июня 1944 года по 28 июня 1944 года.
  - Полоцкая наступательная операция — с 24 июня 1944 года по 29 июня 1944 года.
  - Шяуляйская наступательная операция — с 5 июля 1944 года по 31 июля 1944 года.
- Прибалтийская стратегическая наступательная операция
  - Рижская наступательная операция — с 14 сентября 1944 года по 21 октября 1944 года.
  - Мемельская наступательная операция — с 5 октября 1944 года по 22 октября 1944 года.
- Восточно-Прусская стратегическая наступательная операция
  - Инстербургско-Кёнигсбергская наступательная операция — с 14 января 1945 года по 26 января 1945 года
  - Млавско-Эльбингская наступательная операция — с 14 января 1945 года по 26 января 1945 года
  - Растенбургско-Хейльсбергская наступательная операция — с 27 января 1945 года по 12 марта 1945 года.
  - Браунсбергская наступательная операция — с 13 марта 1945 года по 22 марта 1945 года.
  - Штурм Кёнигсберга — с 6 апреля 1945 года по 9 апреля 1945 года.
  - Земландская наступательная операция — с 13 апреля 1945 года по 25 апреля 1945 года.
- Ликвидация Курляндской группировки — с 7 мая 1945 года по 9 мая 1945 года.

## Почётные наименования
- 211-й штурмовой авиационной дивизии за отличия в боях при овладении города Невель — крупным опорным пунктом и оперативно важным узлом коммуникаций немцев на северо-западном направлении присвоено почётное наименование Невельская[9]
- 949-му штурмовому авиационному полку присвоено почётное наименование «Витебский»[10]

## Награды

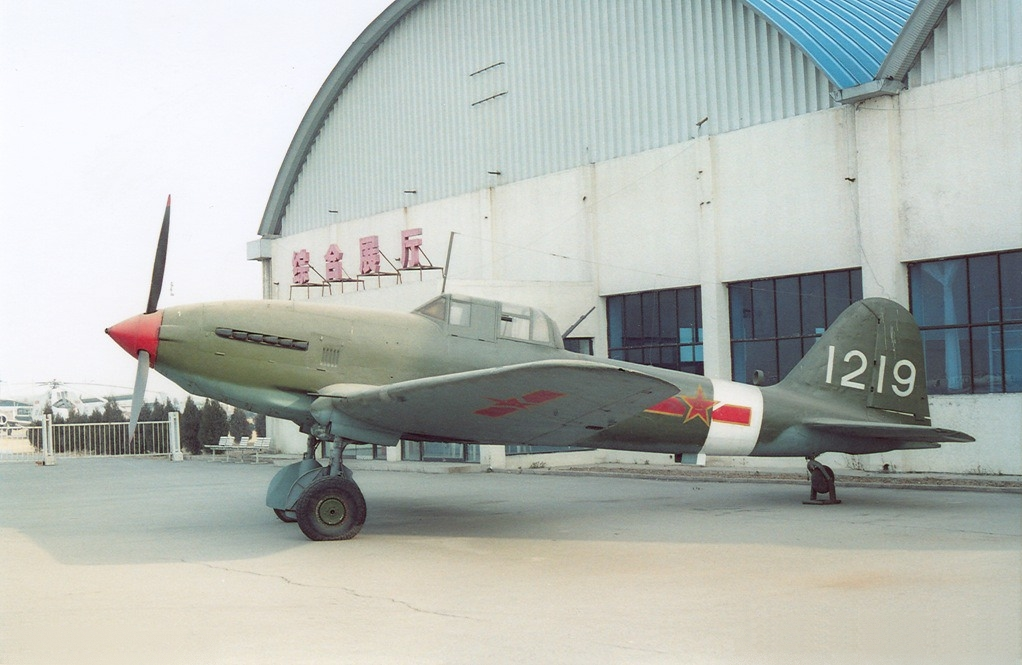
Ил-10 в музее Китая

- 211-я Невельская штурмовая авиационная дивизия за образцовое выполнение заданий командования в боях с немецкими захватчиками и проявленные при этом доблесть и мужество Указом Президиума Верховного Совета СССР от 21 декабря 1943 года награждена орденом «Красного Знамени»[11].
- 211-я штурмовая авиационная Невельская Краснознаменная дивизия за образцовое выполнение заданий командования в боях с немецкими захватчиками при овладении городом Полоцк, проявленные при этом доблесть и мужество Указом Президиума Верховного Совета СССР от 23 июля 1944 года награждена вторым орденом «Красного Знамени»[11].
- 211-я штурмовая авиационная Невельская дважды Краснознаменная дивизия за образцовое выполнение заданий командования в боях с немецкими захватчиками, за овладение городом Иелгава (Митава) и проявленные при этом доблесть и мужество Указом Президиума Верховного Совета СССР от 10 августа 1944 года награждена орденом Суворова II степени[11].
- 211-я штурмовая авиационная Невельская дважды Краснознаменная ордена Суворова дивизия за образцовое выполнение заданий командования в боях с немецкими захватчикам при овладении городом и крепостью Кёнигсберг и проявленные при этом доблесть и мужество Указом Президиума Верховного Совета СССР от 17 мая 1945 года награждена орденом Ленина[12].
- 723-й штурмовой авиационный полк за образцовое выполнение заданий командования в боях с немецкими захватчиками при прорыве обороны противника юго-восточнее города Рига и проявленные при этом доблесть и мужество Указом Президиума Верховного Совета СССР от 22 октября 1944 года награждён орденом «Кутузова III степени»[11].
- 766-й штурмовой авиационный полк за образцовое выполнение заданий командования в боях с немецкими захватчиками при прорыве обороны противника северо-западнее и юго-западнее Шауляй (Шавли) и проявленные при этом доблесть и мужество Указом Президиума Верховного Совета СССР от 31 октября 1944 года награждён орденом «Красного Знамени»[11].
- 766-й штурмовой авиационный Краснознамённый полк за образцовое выполнение заданий командования в боях с немецкими захватчиками при овладении городом и крепостью Пиллау и проявленные при этом доблесть и мужество Указом Президиума Верховного Совета СССР от 28 мая 1945 года награждён орденом «Кутузова III степени»[12].
- 949-й штурмовой авиационный Витебский полк за образцовое выполнение заданий командования в боях с немецкими захватчиками при прорыве обороны противника юго-восточнее города Рига и проявленные при этом доблесть и мужество Указом Президиума Верховного Совета СССР от 22 октября 1944 года награждён орденом «Кутузова III степени»[11].
- 949-й штурмовой авиационный Витебский ордена Кутузова полк за образцовое выполнение заданий командования в боях с немецкими захватчиками при овладении городом и крепостью Пиллау и проявленные при этом доблесть и мужество Указом Президиума Верховного Совета СССР от 28 мая 1945 года награждён орденом «Суворова III степени»[12].

## Благодарности Верховного Главнокомандующего
Воинам дивизии объявлены благодарности Верховного Главнокомандующего:
- За отличия в боях при овладении города Невель — крупным опорным пунктом и оперативно важным узлом коммуникаций немцев на северо-западном направлении[13]
- За прорыв сильно укреплённой обороны немцев к югу от города Невель[14]
- За овладение городом и важным железнодорожным узлом Полоцк — мощным укреплённым районом обороны немцев, прикрывающим направление на Двинск[15]
- За овладение городом Елгава (Митава) — основным узлом коммуникаций, связывающим Прибалтику с Восточной Пруссией[16]
- За прорыв глубоко эшелонированной обороны противника юго-восточнее города Рига, овладении важными опорными пунктами обороны немцев — Бауска, Иецава, Вецмуйжа и на реке Западная Двина — Яунелгава и Текава, а также занятии более 2000 других населённых пунктов[17]
- За прорыв обороны противника северо-западнее и юго-западнее города Шяуляй и овладении важными опорными пунктами обороны немцев Телыпай, Плунгяны, Мажейкяй, Тришкяй, Тиркшляй, Седа, Ворни, Кельмы, а также овладении более 2000 других населённых пунктов[18]
- За отличие в боях при овладении городом Хайлигенбайль — последним опорным пунктом обороны немцев на побережье залива Фриш-Гаф, юго-западнее Кёнигсберга[19].
- За отличие в боях при разгроме и завершении ликвидации окруженной восточно-прусской группы немецких войск юго-западнее Кёнигсберга[20].
- За овладение крепостью и главным городом Восточной Пруссии Кенигсберг — стратегически важным узлом обороны немцев на Балтийском море[21]
- За отличие в боях при овладении последним опорным пунктом обороны немцев на Земландском полуострове городом и крепостью Пиллау — крупным портом и военно-морской базой немцев на Балтийском море[22].

| МиГ-17 | МиГ-15 | МиГ-17 |

## Отличившиеся воины дивизии
- Бирюков Василий Николаевич, старший лейтенант, заместитель командира эскадрильи 723-го штурмового авиаполка 211-й штурмовой авиадивизии 3-й воздушной армии 1-го Прибалтийского фронта Указом Президиума Верховного Совета СССР от 23 февраля 1945 года удостоен звания Герой Советского Союза. Золотая Звезда № 5347.
- Вакульский Александр Васильевич, капитан, командир эскадрильи 949-го штурмового авиаполка 211-й штурмовой авиадивизии 3-й воздушной армии 3-го Белорусского фронта Указом Президиума Верховного Совета СССР от 29 июня 1945 года удостоен звания Герой Советского Союза. Золотая Звезда № 7469.
- Ермилов Павел Александрович, старший лейтенант, заместитель командира эскадрильи 766-го штурмового авиаполка 211-й штурмовой авиадивизии 3-й воздушной армии 1-го Прибалтийского фронта Указом Президиума Верховного Совета СССР от 23 февраля 1945 года удостоен звания Герой Советского Союза. Золотая Звезда № 4176.
- Зайцев, Василий Георгиевич, старший лейтенант, командир эскадрильи 766-го штурмового авиаполка 211-й штурмовой авиадивизии 3-й воздушной армии 1-го Прибалтийского фронта Указом Президиума Верховного Совета СССР от 23 февраля 1945 года удостоен звания Герой Советского Союза. Золотая Звезда № 4177.
- Иванов Александр Иванович, старший лейтенант, командир эскадрильи 949-го штурмового авиационного полка 211-й штурмовой авиационной дивизии 3-й воздушной армии 1-го Прибалтийского фронта Указом Президиума Верховного Совета СССР от 23 февраля 1945 года удостоен звания Герой Советского Союза. Золотая Звезда № 4174.
- Иванов Константин Васильевич, старший лейтенант, командир эскадрильи 723-го штурмового авиаполка 211-й штурмовой авиадивизии 3-й воздушной армии 1-го Прибалтийского фронта Указом Президиума Верховного Совета СССР от 23 февраля 1945 года удостоен звания Герой Советского Союза. Золотая Звезда № 5348.
- Комарицкий Григорий Кириллович, старший лейтенант, командир эскадрильи 723-го штурмового авиаполка 211-й штурмовой авиадивизии 3-й воздушной армии 1-го Прибалтийского фронта Указом Президиума Верховного Совета СССР от 23 февраля 1945 года удостоен звания Герой Советского Союза. Золотая Звезда № 5349.
- Кузьмин Валентин Сергеевич, старший лейтенант, командир эскадрильи 949-го штурмового авиаполка 211-й штурмовой авиадивизии 3-й воздушной армии 3-го Белорусского фронта Указом Президиума Верховного Совета СССР от 23 февраля 1945 года удостоен звания Герой Советского Союза. Золотая Звезда № 6346.
- Панов Анатолий Дмитриевич, лейтенант, заместитель командира эскадрильи 766-го штурмового авиаполка 211-й штурмовой авиадивизии 3-й воздушной армии 1-го Прибалтийского фронта Указом Президиума Верховного Совета СССР от 23 февраля 1945 года удостоен звания Герой Советского Союза. Золотая Звезда № 4175.
- Помукчинский Дмитрий Иванович, майор, заместитель командира 949-го штурмового авиаполка 211-й штурмовой авиадивизии 3-й воздушной армии 1-го Прибалтийского фронта Указом Президиума Верховного Совета СССР от 23 февраля 1945 года удостоен звания Герой Советского Союза. Золотая Звезда № 4173.
- Петров Василий Петрович, полковник в отставке, командир 766-го штурмового авиаполка 211-й штурмовой авиадивизии 3-й воздушной армии Указом Президента России от 24 ноября 1995 года удостоен звания Герой России.
- Самсонов Павел Владимирович, капитан, штурман 723-го штурмового авиационного полка 211-й штурмовой авиационной дивизии 3-й воздушной армии 1-го Прибалтийского фронта Указом Президиума Верховного Совета СССР от 23 февраля 1945 года удостоен звания Герой Советского Союза. Золотая Звезда № 5355.
- Шаров Павел Степанович, старший лейтенант, заместитель командира эскадрильи 723-го штурмового авиационного полка 211-й штурмовой авиационной дивизии 3-й воздушной армии 1-го Прибалтийского фронта Указом Президиума Верховного Совета СССР от 23 февраля 1945 года удостоен звания Герой Советского Союза. Золотая Звезда № 5357.
- Шкулепов Алексей Пантелеевич, майор, командир 949-го штурмового авиационного полка 211-й штурмовой авиационной дивизии 3-й воздушной армии 1-го Прибалтийского фронта Указом Президиума Верховного Совета СССР от 1 июля 1944 года удостоен звания Герой Советского Союза. Золотая Звезда № 3744.

## Базирование
| Период            | Место базирования           |
| ----------------- | --------------------------- |
| 04.1945 — 05.1945 | Лабиау, Восточная Пруссия   |
| 05.1945 — 10.1945 | Проверен, Восточная Пруссия |
| 10.1945 — 07.1956 | Митава (Елгава), Латвия     |